# Ero furcata
Ero furcata (Villers, 1789) è un ragno appartenente alla famiglia Mimetidae.

## Distribuzione

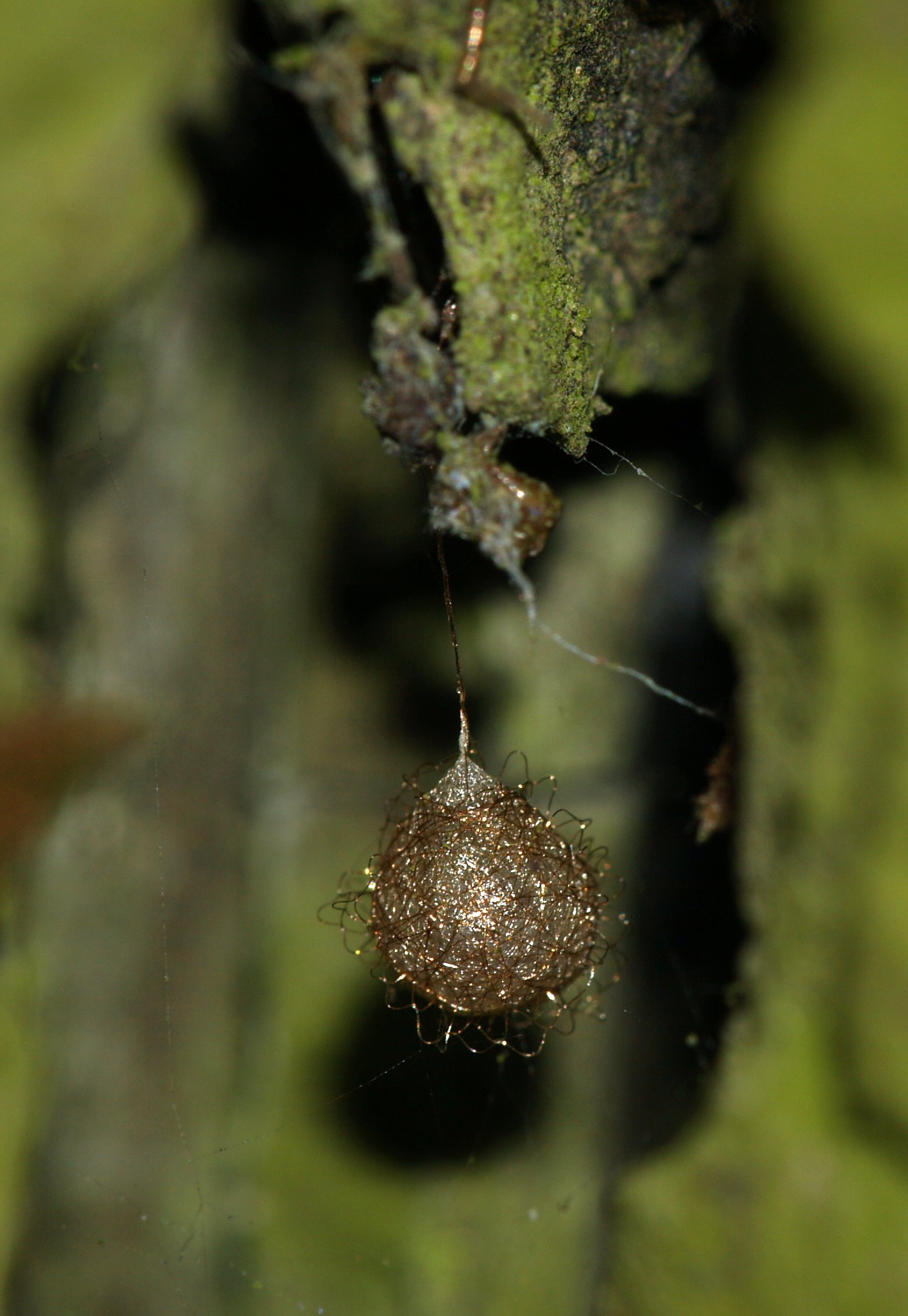
Sacco ovigero di Ero furcata

La specie è stata reperita in diverse località della regione paleartica.

## Tassonomia
Non sono stati esaminati esemplari di questa specie dal 2011.
Attualmente, al dicembre 2013, non sono note sottospecie.